# Кабус-Наме

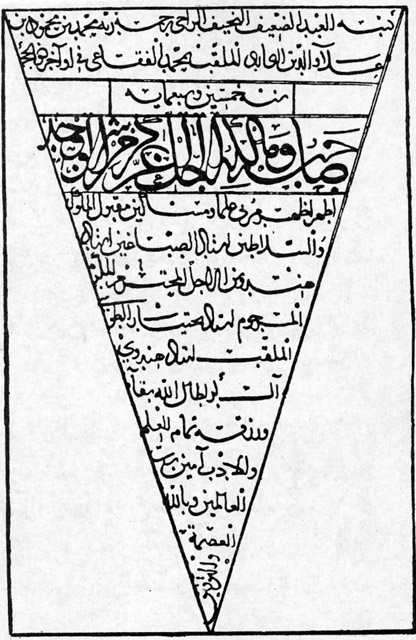
Последняя страница рукописи Кабус-Наме, находящаяся в Национальная музей-библиотека Малек, датированная 1349 годом.

Кабус-наме («Книга Кавуса» или «Записки Кавуса») — энциклопедия персидской прозы, написанная Кей-Кавусом в 1082—1083 гг., для своего сына Гиляншаха на персидском языке. Книга является ценным педагогическим трудом, состоит из 44 глав о поведении в обществе, ведении хозяйства, служении господину, о правилах правления, воспитании наследника и т. п.
Кабус-наме была переведена и издана на нескольких языках: в 1432 году на турецком, в 1786—1787 годах на уйгурском, в 1881 году на татарском (Каюм Насыри), в 1886 году на французском и русском (Ольга Лебедева) языках, в 1953 году её повторно перевёл и отредактировал на русском языке Е. Э. Бертельс.
Старейшая сохранившаяся копия из Национального музея Ирана им. Малека в Тегеране датирована 1349 годом.
В 2009 году Фонд Гейдара Алиева издал на русском языке популярную во многих странах Востока книгу «Габуснамэ». В 2014 году по случаю 10-летия со дня его основания книга была переиздана на азербайджанском и русском языках.
«Кабус-наме» в средние века была настольной книгой правителей, религиозных деятелей, ученых и учителей. Сочинение, будучи источником нравственности, играло важную роль в воспитании молодого поколения на протяжении многих веков.

## Главы
- Первая глава. О познании Всевышнего Бога
- Вторая глава. О достоинствах Пророка
- Третья глава. Об исполнении благодарности Богу
- Четвёртая глава. О пользе, получаемой от молитвы
- Пятая глава. О почтении к отцу и к матери
- Шестая глава. О том, что искусство полезнее высокого родства
- Седьмая глава. О правилах разговора
- Восьмая глава. О завещании Нуширвана
- Девятая глава. О состоянии молодости и старости
- Десятая глава. О правилах еды и питья
- Одиннадцатая глава. О питье
- Двенадцатая глава. О принятии и угощении гостей
- Тринадцатая глава. Об игре в карты и шахматы
- Четырнадцатая глава. О любви и влюбленности
- Пятнадцатая глава. Об обладании (выпущена из перевода)
- Шестнадцатая глава. О бане зимой и летом
- Семнадцатая глава. О пользе и вреде спанья
- Восемнадцатая глава. Об охоте
- Девятнадцатая глава. Об игре в мяч
- Двадцатая глава. О войне
- Двадцать первая глава. Каким способом можно нажить деньги
- Двадцать вторая глава. О поручаемых вещах
- Двадцать третья глава. О покупке рабов и её правилах. (Выпущено несколько абзацев из-за их крайней грубости).
- Двадцать четвёртая глава. О покупке недвижимого имущества
- Двадцать пятая глава. О покупке лошадей
- Двадцать шестая глава. О женитьбе
- Двадцать седьмая глава. О воспитании детей
- Двадцать восьмая глава. О дружбе с людьми
- Двадцать девятая глава. О том, как остерегаться врагов
- Тридцатая глава. О наказании и прощении проступков
- Тридцать первая глава. О богословии и законоведении
- Тридцать вторая глава. О правилах продажи и покупки
- Тридцать третья глава. О врачах и медицине
- Тридцать четвёртая глава. Об астрологии
- Тридцать пятая глава. О правилах поэзии
- Тридцать шестая глава. Об игре на музыкальных инструментах
- Тридцать седьмая глава. О служении царям
- Тридцать восьмая глава. О правилах беседы с царями
- Тридцать девятая глава. О письмоводителях и секретарях
- Сороковая глава. О должности визиря
- Сорок первая глава. О должности военного министра
- Сорок вторая глава. О долге и обязанности падишаха
- Сорок третья глава. О земледелии и других хозяйственных работах
- Сорок четвёртая глава. О великодушии и щедрости